# Hypnodendron comosum
Hypnodendron comosum là một loài Rêu trong họ Hypnodendraceae. Loài này được (Labill.) Mitt. mô tả khoa học đầu tiên năm 1882.

## Hình ảnh

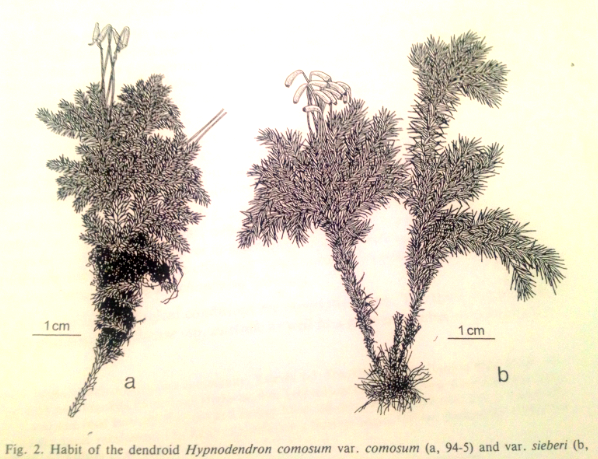
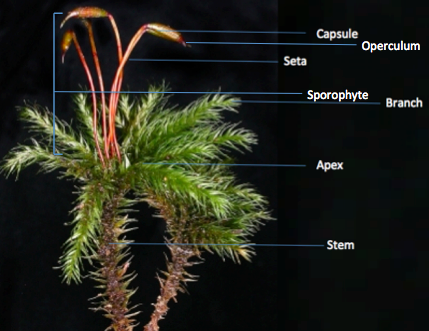
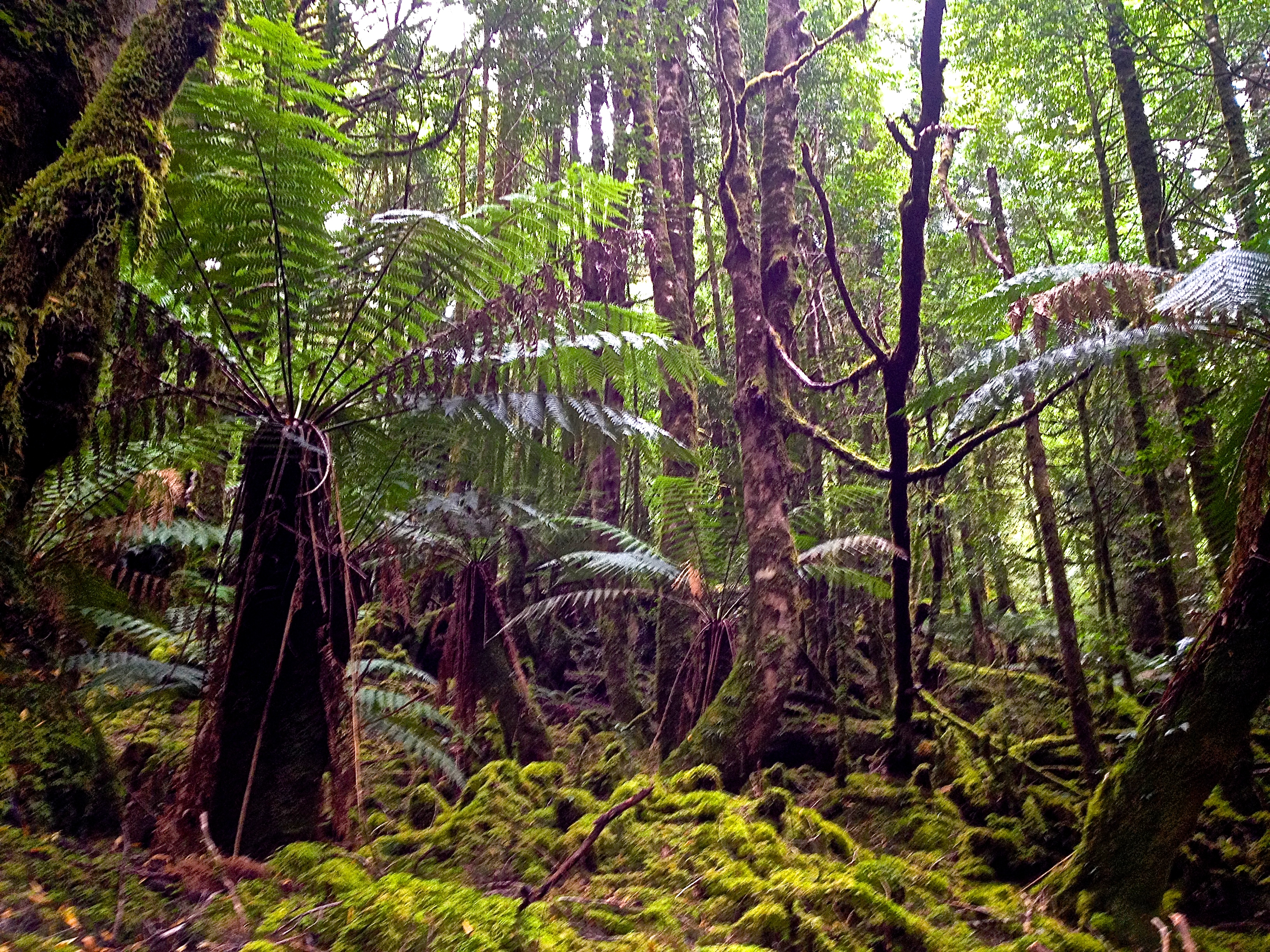